# 최영훈 (1981년)
최영훈 (崔榮勳, 1981년 3월 18일 ~ )는 대한민국의 은퇴한 축구 선수이다.

## 수상
전북 현대 모터스
- FA컵 (3): 2000, 2003, 2005
- 슈퍼컵 (1): 2004
- AFC 챔피언스리그 (1): 2006